# Chira Apostol
Chira Apostol –nombre de casada, Chira Stoean– (1 de junio de 1960) es una deportista rumana que compitió en remo.
Participó en los Juegos Olímpicos de Los Ángeles 1984, obteniendo una medalla de oro en la prueba de cuatro con timonel. Ganó tres medallas en el Campeonato Mundial de Remo entre los años 1983 y 1986.

## Palmarés internacional
| Juegos Olímpicos   | Juegos Olímpicos             | Juegos Olímpicos | Juegos Olímpicos   |
| Año                | Lugar                        | Medalla          | Prueba             |
| ------------------ | ---------------------------- | ---------------- | ------------------ |
| 1984               | Los Ángeles (Estados Unidos) | Medalla de oro   | Cuatro con timonel |
| Campeonato Mundial |                              |                  |                    |
| Año                | Lugar                        | Medalla          | Prueba             |
| 1983               | Duisburgo (RFA)              | Medalla de plata | Cuatro con timonel |
| 1985               | Malinas (Bélgica)            | Medalla de plata | Cuatro con timonel |
| 1986               | Nottingham (Reino Unido)     | Medalla de oro   | Cuatro con timonel |